# Sangibano
Sangibano fue un rey alano que reinó durante la segunda mitad del siglo V. Sucedió a Goar al mando de una rama de esta tribu que se convirtió en foederati tras cruzar el Rin en el último día del año 406 y los comandó durante la batalla de los Campos Cataláunicos.

## El cruce del Rin y asentamiento en la Galia

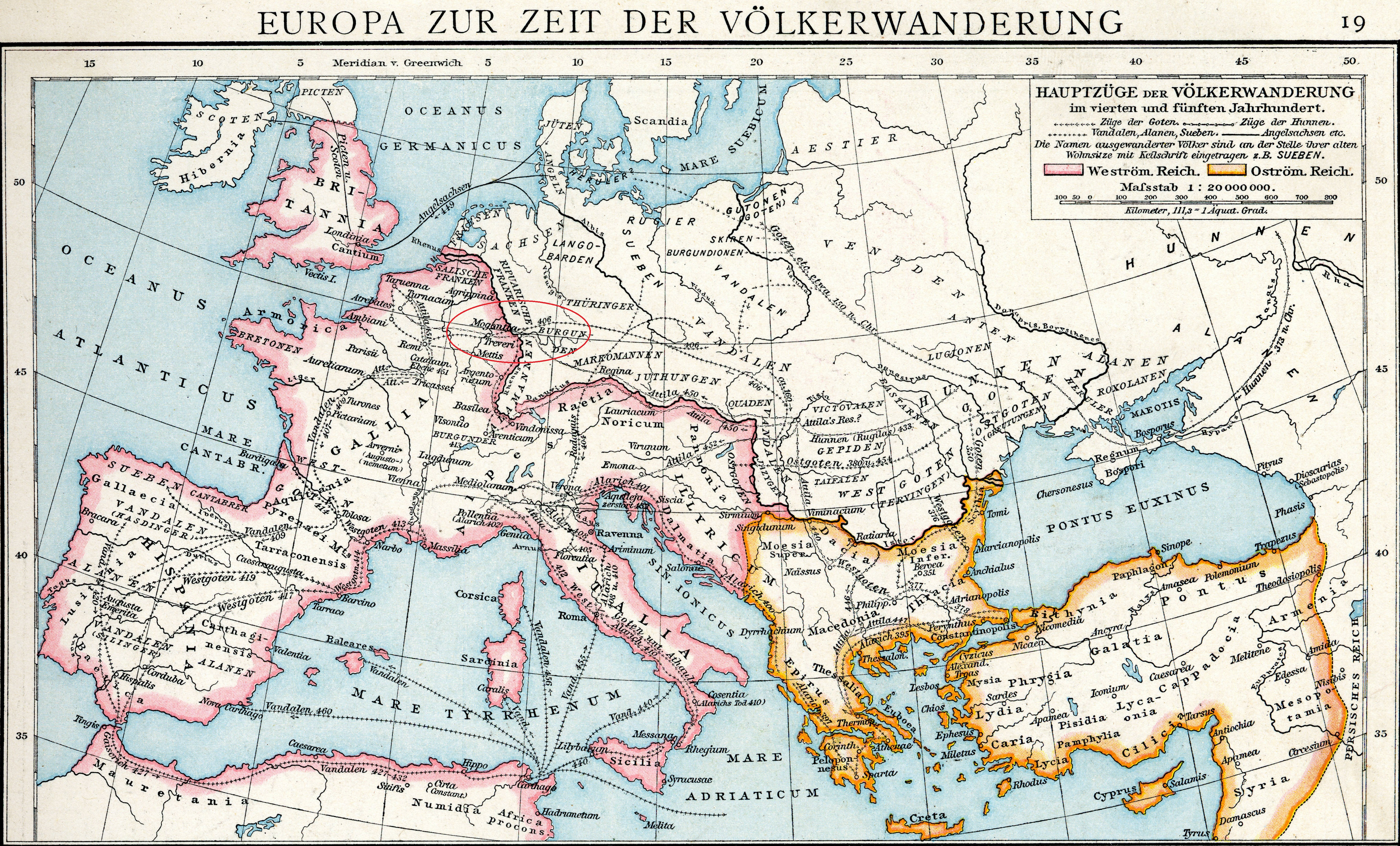
El Imperio romano en la época del cruce del Rin por los vándalos, suevos y alanos.

En el cambio de año del 406 al 407, un conglomerado de tribus germánicas cruzó un helado río Rin, se supone que a la altura de Maguncia. Junto a ellos  también entró en el territorio romano una tribu irania: los alanos. Según las descripciones que nos han llegado de este suceso, los alanos tuvieron que estar dirigidos por dos líderes: Respendial y Goar.
La magnitud de la invasión hizo evidente a los oficiales romanos la imposibilidad de detenerla con los medios de que disponían. Por este motivo, entraron en negociación con algunos de sus líderes y consiguieron que Goar y sus seguidores se pasasen al bando romano. A cambio, les facilitaron un asentamiento en la mitad norte de la Galia. Sobre el año 442, Aecio los trasladó al área cercana a Orleans con el doble objetivo de controlar a los bagaudas de Armórica (situados al norte) y frenar la expansión de los visigodos asentados junto al río Garona (localizado al sur).

## Actividad de Sangibano

Sangibano dirigió con éxito la defensa de Orleans frente al asedio de Atila. Posteriormente, condujo a los alanos en la batalla de los Campos Cataláunicos.

Sangibano sucedió a Goar tras la campaña que los alanos efectuaron contra los bagaudas de Armórica entre los años 447 y 449.
En el año 451 dirigió la defensa de Orleans frente al ataque de Atila, quien sometió a la ciudad a un duro asedio. Existen dos versiones diferentes de su actuación: una —establecida por Jordanes— es de la opinión que Sangibano acordó, de manera secreta, la entrega de la ciudad a Atila, algo que solo fue impedido por la llegada de las tropas romanas y visigodas; la otra —indicada por Sidonio Apolinar— en cambio, considera que las tropas de Sangibano defendieron valientemente la plaza frente a los embates hunos a la espera de que los visigodos se decidiesen, finalmente, a unirse a los romanos para romper el asedio.
Tras quedar liberada Orleans, los alanos de Sangibano formaron parte de la coalición que se enfrentó a los hunos en la batalla de los Campos Cataláunicos el 20 de junio de ese año 451. Los alanos ocuparon el centro de la línea teniendo enfrente al mismo Atila y sus seguidores más cercanos. Mantuvieron bien su posición, lo que permitió que los godos atacasen desde la izquierda y flanqueasen al ejército huno.
Al año siguiente, un contingente huno volvió a atacar el área defendida por los alanos. Fueron nuevamente derrotados, en esta ocasión, solo por el ejército alano. Ese mismo año, Turismundo quiso aprovechar la ocasión y también se enfrentó a los alanos ,desplazándolos a la orilla derecha del Loira aunque sin poder tomar su capital Orleans.

## Sucesión
No se vuelven a tener noticias de Sangibano y sus alanos tras los enfrentamientos de estos contra los hunos y los visigodos. Se supone que su tribu quedó diluída dentro de la población galorromana en el reino franco que surgió tras la desaparición final del Imperio romano de Occidente en el 476.